# Abadox: The Deadly Inner War
Abadox: The Deadly Inner War (яп. アバドックス) — видеоигра в жанре скролл-шутера, разработанная компанией Natsume в 1989 году эксклюзивно для игровой консоли Nintendo Entertainment System.

## Сюжет
Игрок управляет вторым лейтенантом Назалом, летающим солдатом. Он сражается с гигантским внеземным организмом Паразитусом, поглотившим целую планету Абадокс. Герой также должен спасти проглоченную организмом принцессу Марию.

## Игровой процесс
Игра включает уровни с горизонтальной и вертикальной прокруткой экрана. При этом в уровнях с вертикальной прокруткой движение происходит сверху вниз, вместо обычного для вертикальных скролл-шутеров направления снизу вверх.